# Морозов Костянтин Петрович
Костянти́н Петро́вич Моро́зов (нар. 3 червня 1944, селище Лозова Павлівка (нині м. Брянка), Ворошиловградська область, Українська РСР, СРСР) — радянський та український воєначальник, державний діяч України, генерал-полковник (18 вересня 1991), перший Міністр оборони України (вересень 1991 — жовтень 1993). Надзвичайний і повноважний Посол України (2005).

## Біографія
Костянтин Петрович Морозов народився в селищі Лозова Павлівка (нині м. Брянка) Ворошиловградської області. Батько — Петро Степанович (1915—1954) учасник німецько-радянської війни, у повоєнний період працював електриком на шахтах Донбасу, загинув на виробництві. Мати — Катерина Іванівна (1916—1997) була шкільною вчителькою.
1967 року закінчив Харківське вище військове авіаційне училище льотчиків ВПС ім. С. І. Грицевця. Потім служив льотчиком у складі ВПС Північної групи військ. 1972 року з посади командира авіаційної ланки вступив на командний факультет Військово-повітряної академії ім. Ю. О. Гагаріна, яку закінчив 1975 року. Проходив службу в Липецькому ЦБЗ і ПЛС ВПС Московського військового округу на посадах льотчика-інструктора, командира авіаційної ескадрильї, заступника командира авіаційного полку, начальника авіабази з дослідження бойового використання винищувальної авіації (Туркестанський військовий округ), заступника командира і командира авіаційної дивізії Центральної групи військ.
1984 року направлений на навчання в Військовій академії Генерального штабу ЗС СРСР ім. К. Є. Ворошилова, яку закінчив 1986 року. По закінченні Військовій академії Генерального штабу, у 1986—1988 роках проходив службу на посаді начальника штабу — першого заступника командувача повітряної армії ВГК (СП) зі штабом у Смоленську. У грудні 1988 року переведений на таку ж посаду в 17-ту повітряну армію зі штабом у Києві, а у вересні 1990 року призначений її командувачем.
Під час спроби державного перевороту в Москві (19—21 серпня 1991 року) підтримав курс України на відокремлення від СРСР і утворення незалежної держави. 3 вересня 1991 року Верховною Радою України призначений першим Міністром оборони України. 1 жовтня 1991 року Указом Президента СРСР і наказом МО СРСР звільнений від обов'язків командувача 17-ї повітряної армії і члена Військової ради КВО та відряджений у розпорядження уряду України. Першим офіційно склав присягу на вірність українському народові (6 грудня 1991 року). Під керівництвом К. П. Морозова вперше було створено національну систему управління військовим угрупованням колишнього СРСР на території незалежної України, проведено унікальну організаційну роботу з приведення основної частини офіцерського складу цього угруповання до присяги на вірність народу України, проведено перший етап його реорганізації у структури Збройних Сил України, закладено основи організації видів Збройних Сил України. Через особисту особливу позицію в питанні Чорноморського флоту 30 вересня 1993 року добровільно подав Президентові України рапорт про відставку.
Після відставки з посади міністра оборони і звільнення зі ЗС України — на громадській роботі: член Координаційної Ради Конгресу української інтелігенції, керівник виборчої громадської організації «Демократичне об'єднання Україна», координатор демократичних партій України, член Україно-Американського дорадчого Комітету з вироблення політики. У 1994—1995 роках вивчав англійську мову, політологію, основи державного управління, політику міжнародної безпеки як старший науковий співробітник Гарвардського університету (Kennedy School of Government) (Бостон, США). Закінчив докторантуру Міжнародного відкритого університету (2003) з дипломом доктора філософії в галузі політології (PhD).
Від 1996 року — на дипломатичній службі. До 2000 року — радник-посланник, головний координатор співробітництва України з РПАС, ЄС, ЗЄС у військовій сфері Посольства України в Бельгії, заступник Глави Місії України при НАТО (від 1998 року). Від травня 2000 року до квітня 2001 року — Посол України в Ісламській Республіці Іран. Посол з особливих доручень МЗС України (основний напрямок роботи — відносини Україна — НАТО), Глава Місії України при НАТО (Брюссель, Бельгія). У жовтні 2007 року через зміну позиції уряду України в питанні інтеграції в НАТО добровільно пішов у відставку.

## Нагороди
- Орден «За мужність» ІІІ ст. (4 грудня 1996) — за особисті заслуги у розбудові Збройних Сил України, забезпечення обороноздатності країни[9]
- Орден «За службу Батьківщині в Збройних Силах СРСР» II ступеня (1990), III ступеня (1982)
- Іменна вогнепальна зброя від Президента України (1993)
- Медалі СРСР, України і міжнародні відзнаки

## Твори
- Морозов К. Моя Українізація. — Київ: Основи, 2014. — 320 с. — ISBN 978-966-500-352-6